# Hans Bauer (Politiker, 1874)
Hans Bauer (* 16. Januar 1874 in Ortenburg; † 29. August 1944 in München) war ein deutscher Konsumvereinsfunktionär und Politiker der Sozialdemokratischen Partei Deutschlands.

## Leben
In den Jahren von 1894 bis 1896 besuchte Bauer eine Volksschule, absolvierte eine Zinngießerlehre und begab sich auf Wanderschaft in Deutschland. Zwischen 1897 und 1903 leistete er Militärdienst bei der Bayerischen Armee in München. 1903 bis 1906 übte er den Beruf des Zinngießers aus, zuletzt als Vorarbeiter.
Von 1906 bis März 1914 war Bauer Geschäftsführer des Konsumvereins Mannheim.
Anschließend bis 1933 Reisevertreter der Großeinkaufs-Genossenschaft deutscher Consumvereine mbH, Hamburg, zuständig für den Bezirk VI Süddeutschland. Außerdem war er von März 1914 bis 3. Mai 1933 geschäftsführender Vorstand des Konsumvereins Sendling-München eGmbH.
Während der Münchner Räterepublik war Bauer für den Verband bayerischer Konsumvereine Mitglied des Provisorischen Nationalrats in Bayern.
Von 30. Juni 1920 bis 6. April 1933 vertrat er die Verbraucher im Vorläufigen Reichswirtschaftsrat.